# Carthage (Carolina del Nord)
Carthage és una població dels Estats Units i seu del comtat de Moore a l'estat de Carolina del Nord. Segons el cens del 2000 tenia 1.871 habitants.

## Demografia
Segons el cens del 2000, Carthage tenia 1.871 habitants, 653 habitatges i 440 famílies. La densitat de població era de 124,1 habitants per km².
Dels 653 habitatges en un 28,5% hi vivien nens de menys de 18 anys, en un 49% hi vivien parelles casades, en un 14,9% dones solteres, i en un 32,6% no eren unitats familiars. En el 29,7% dels habitatges hi vivien persones soles el 13,9% de les quals corresponia a persones de 65 anys o més que vivien soles. El nombre mitjà de persones vivint en cada habitatge era de 2,42 i el nombre mitjà de persones que vivien en cada família era de 3,02.
Per edats la població es repartia de la següent manera: un 21,5% tenia menys de 18 anys, un 7,9% entre 18 i 24, un 26,5% entre 25 i 44, un 21,9% de 45 a 60 i un 22,2% 65 anys o més.
L'edat mediana era de 40 anys. Per cada 100 dones de 18 o més anys hi havia 86,1 homes.
La renda mediana per habitatge era de 35.050 $ i la renda mediana per família de 43.594 $. Els homes tenien una renda mediana de 32.305 $ mentre que les dones 23.603 $. La renda per capita de la població era de 17.343 $. Entorn del 8,1% de les famílies i el 14,7% de la població estaven per davall del llindar de pobresa.

## Poblacions més properes
El següent diagrama mostra les poblacions més properes.